# عبد الإله مذكور
عبد الإله مذكور (مواليد 6 أكتوبر 2000) هو لاعب كرة قدم مغربي. يشغل مركز ظهير أيمن بنادي المغرب الفاسي.

## الإنجازات
الرجاء الرياضي
- البطولة الوطنية المغربية : 2020
- كأس العرب للأندية الأبطال : 2020[1]
- كأس الكونفيدرالية الأفريقية : 2021